# 조환 (위나라)
위 원황제 조환(魏 元皇帝 曹奐, 246년 ~ 302년)은 중국 삼국시대 조위의 제5대이자 마지막 황제로, 자는 경명(景明)이다. 연왕 조우의 아들로, 전임 황제 조모가 시해된 후 황제로 추대되었다.
본래 이름은 황(璜)이었는데, 민간에서 흔히 쓰이는 글자였기 때문에, 피휘의 번거로움을 덜기 위하여 환으로 바꾸었다.

## 생애
258년 상도향공(常道鄕公)에 봉해졌고 260년에 조모가 살해되자 사마소에게 옹립되면서 제위에 오르고 조환으로 개명한다.
263년에 사마소가 등애와 종회에게 남쪽의 촉한 정벌을 명했고 그해에 촉한을 멸망케 했다.
이듬해인 264년에 사마소가 서천을 정벌한 공으로 진왕(晉王)에 올라 제위를 찬탈하려는 준비를 마쳤으나 265년에 죽었다. 그후 사마소의 맏아들인 사마염이 진왕의 지위를 이어받은 뒤 조환을 협박해 제위를 선양하게 했다. 사마염은 이에 반대하는 황문시랑 장절을 죽이고 마침내 즉위하여 서진을 세우고 조환을 진류왕(陳留王)으로 강등했다.
이후 서진 치하에서의 조환의 생활은 별로 알려져 있지 않다. 사마염은, 과거 위 세조 조비가 후한 헌제를 쫓아내고도 말년을 편안히 보낼 수 있도록 배려했던 것처럼, 조환에게 황족의 품위를 유지할 수 있게 했고 조환의 조상을 대상으로 위 황실 제사도 허가했으며, 조환이 스스로 진 황제의 신하로 생각하지 않게끔 했다.
조환은 서진 혜제 때인 302년에 업성에서 죽고 사후 1년 지난 303년 황제의 시호를 추서받았다.

## 기년
| 원제        | 원년            | 2년        | 3년        | 4년        | 5년                 | 6년        |
| ----------- | --------------- | ---------- | ---------- | ---------- | ------------------- | ---------- |
| 서력 (西曆) | 260년           | 261년      | 262년      | 263년      | 264년               | 265년      |
| 간지 (干支) | 경진(庚辰)      | 신사(辛巳) | 임오(壬午) | 계미(戒未) | 갑신(甲申)          | 을유(乙酉) |
| 연호 (年號) | 경원(景元) 원년 | 2년        | 3년        | 4년        | 5년 함희(咸熙) 원년 | 2년        |

## 같이 보기
- 삼국지 인물 목록
- 중국의 군주 목록